# Ripostiglio di San Zeno in Verona
Il cosiddetto ripostiglio di San Zeno in Verona è costituito da un gruppo di monete romane trovate a Verona all'inizio del 1887 nel vicolo Chiodo.

## Contenuto
Il ripostiglio era rinchiuso in un'anfora ansata romana piena di denari d'argento, in gran parte a fior di conio, coniati nel periodo tra  Nerone a Lucio Vero e Marco Aurelio.
Il ripostiglio, descritto da Amilcare Ancona, comprendeva 2808 monete, per lo più denari, ma anche alcuni aurei e poche monete in bronzo.